# Sergio Endrigo
Sergio Endrigo (ur. 15 czerwca 1933 w Puli, zm. 7 września 2005 w Rzymie) – włoski wokalista i kompozytor, zwycięzca Festiwalu Piosenki Włoskiej w San Remo i reprezentant Włoch podczas finału 13. Konkursu Piosenki Eurowizji w 1968 roku z utworem „Marianne”.
Ze względu na styl i temperament Sergio Endrigo był często kojarzony z tzw. genueńską szkołą śpiewających autorów, choć formalnie nie był członkiem tego ugrupowania.

## Dyskografia

### Albumy
- 1962 – Sergio Endrigo (RCA Italiana, PML 10322)
- 1964 – Endrigo (RCA Italiana, PML 10368)
- 1966 – Endrigo (Fonit Cetra, LPB 35032)
- 1968 – Endrigo (Fonit Cetra, LPB 35033)
- 1969 – La vita, amico, è l’arte dell’incontro (Fonit Cetra, LPB 35037; nagrana wspólnie z Viniciusem de Moraes i Giuseppe Ungaretti)
- 1970 – L’arca di Noè (Fonit Cetra, LPX 5/6; live)
- 1971 – Nuove canzoni d’amore (Fonit Cetra, LPB 35038)
- 1972 – L’arca (Fonit Cetra, LPB 35044; nagrana wspólnie z Viniciusem de Moraes, Marisą Sannia, Ricchi e Poveri i Vittorio De Scalzi z New Trolls)
- 1973 – Elisa Elisa e altre canzoni d’amore (Fonit Cetra, LPB 35048)
- 1974 – La voce dell’uomo (Dischi Ricordi, SMRL 6140)
- 1974 – Ci vuole un fiore (Dischi Ricordi, SMRL 6145)
- 1975 – Dieci anni dopo (Dischi Ricordi, SMRL 6173)
- 1976 – Canzoni venete (Dischi Ricordi, SMRL 6179)
- 1976 – Alle origini della mafia (Dischi Ricordi, SMRL 6198)
- 1977 – Sarebbe bello (Vanilla, OVL 2007)
- 1978 – Donna mal d’Africa (Vanilla, VAL 2010)
- 1981 – ...e noi amiamoci (Fonit Cetra, LPX 95)
- 1982 – Mari del sud (Fonit Cetra, LPX 111)
- 1986 – E allora balliamo (RCA Italiana, PL 70985)